# Площадь Ревякина (Севастополь)
Площадь Ревякина — площадь в Нахимовском районе Севастополя, на пересечении улиц Героев Севастополя, Ревякина и Вокзальной.

## История
Первоначально называлась Лабораторной площадью, по названию примыкающей к площади Лабораторной балки, которая в свою очередь получила название из-за расположенных в ней лабораториях Морского ведомства, в которых в начале XIX века снаряжались порохом артиллерийские снаряды (бомбы, гранаты).
В 1951 переименована в площадь Ревякина в честь Василия Ревякина, Героя Советского Союза, руководителя подпольной организации, действовавшей в Севастополе в тылу врага в 1942—1944 годах.